# 淺杯形假杯傘
淺杯形假杯傘（学名：Pseudoclitocybe cyathiformis），也称灰假杯伞，分布於北半球，中国见于吉林、河北、山西、陕西、四川、山西、内蒙古、西藏等地区。屬口蘑科一種，色通常為灰褐色。另外，該種野菇也是常見土棲腐生的中小型菇類，可供食用。此菌干后气味很香。